# Бекство (филм из 2013)
Бекство (енгл. Getaway) је амерички акциони трилер из 2013. године, у којем глуми: Итан Хок, Селена Гомез и Џон Војт. Филм је режирао Кортни Соломон и написао Грег Маквел Паркер и Шон Финеган, док је филм дистрибуирао Ворнер Брос., последњи филм Дарк Касл Ентртејмента који објављује Ворнер Брос, док је Јуниверсал Студио преузео Дарк Касл током 2013. године. да би био римејк филма Бекство из 1972. године, а филм је заправо оригинална прича. Ово је први филм који је режирао Соломон за осам година, а његов последњи је био An American Haunting из 2005. године.

## Улоге
| Глумац       | Улога                    |
| ------------ | ------------------------ |
| Итан Хок     | Брент Магна              |
| Селена Гомез | дете                     |
| Џон Војт     | глас                     |
| Ребека Бадик | Лини Магна               |
| Пол Фримен   | мушкарац                 |
| Брус Пејн    | карактеристичан мушкарац |
| Џејмс Маслов | Макс                     |